# Asumankrokus
Crocus asumaniae är en irisväxtart som beskrevs av Brian Frederick Mathew och T.Baytop. Crocus asumaniae ingår i släktet krokusar, och familjen irisväxter. Inga underarter finns listade i Catalogue of Life.